# Empreintes 1952-1960
Empreintes 1952-1960 est un ensemble d'œuvres de Jean Dubuffet réalisées entre 1951-1952 et 1960. Il comprend des assemblages de peintures, des encres de Chine sur papier, des huiles sur toiles, sur isorel, sur masonite, des estampes, et des lithographies exécutées à Paris, New York, Vence.

## Historique
À partir de 1955, Jean Dubuffet classe ses œuvres dans des catégories : « Texturologies », « Matériologies », « Topographies », « Routes et chaussées » qui déclinent les empreintes de la matière des sols et terrains, exécutées à Vence où il s'est installé pour la santé de sa femme. Généralement connue comme « La Période de Vence », cette série comprend aussi Les Phénomènes (1958-1962), série de lithographies ayant pour sujet les sols et terrains, considérées par Michel Thévoz comme une « aventure lithographique. » dans laquelle Dubuffet s'est engagé avec le sentiment « d'échapper aux catégories verbales qui, selon lui, conditionnent notre pensée. »
La période de recherche sur les empreintes comprend encore d'autres séries exécutées à Paris, Vence, New York : empreintes d'ailes de papillons, d'animaux dont La Vache, 1954,, ainsi que des paysages, et des portraits exécutés pendant la période de Vence. D'autres séries font partie de l'ensemble, regroupées sous les titres « Petit travaux d'ailes de papillons », « Personnages monolithes », « Empreintes de sols », « Texturologies », « Matériologies » que l'artiste définit comme des dessins au petit point de 1958 à 1959.
Les œuvres de cette période sont exposées une première fois au musée des arts décoratifs de Paris en 1961. Dubuffet est de nouveau « l'unique artiste par qui le scandale arrive encore. »
Une autre grande exposition réunissant uniquement la partie Sols et terrains (1955-1960), a eu lieu après la mort de l'artiste, en 1988, dans deux lieux, à la galerie Baudoin-Lebon et à la Galerie de France.

« [Elle a] enfin rendu l'hommage qu'elles méritaient aux œuvres tant décriées et laissées aux oubliettes pendant trente ans »

— Daniel Cordier.

## Catégories
Les Empreintes de Dubuffet ont été classées par le peintre lui-même en groupes comprenant des sous-groupes, et des séries parfois entremêlées dans le classement. Par exemple les Paysages mentaux sont un groupe lui-même constitué de plusieurs sous-groupes et séries diverses que le peintre a intitulés a posteriori dans un mémoire qu'il tenait à jour, et dont d'importants fragments ont été reproduits dans l'ouvrage publié à l'occasion de l'exposition 1961 au musée des arts décoratifs de Paris en 1961 par François Mathey.

### Les Paysages mentaux
Commencées à Paris de mars à octobre 1951, puis à New York de novembre 1951 à avril 1952, puis de retour à Paris en 1952, puis à Vence à partir de 1955, les œuvres sur ce thème sont traitées en maçonnages de peinture lourds, en pâtes épaisses avec des reliefs. Dans la série des paysages mentaux entrent des sous-séries : Terres radieuses, mais aussi des dessins austères avec des recherches de graphisme dont l'artiste dit« J'ai aimé qu'ils soient des dessins intérieurs aux objets, je veux dire qu'au lieu de circonscrire les formes, ils animent le dedans des choses. » D'octobre à mars 1952, le peintre entame une série de « lieux momentanés », sans relief, avec des peintures de couleur vives : peintures laqués mêlées à l'huile ordinaire.
À partir d'avril 1953, il entame la série des « pâtes battues », avec des couleurs broyées à l'huile ordinaire, pâtes épaisses étalée au couteau; cette même année, il commence la série des « petits tableaux d'ailes de papillons » ainsi que ses « assemblages d'empreintes », une technique qui résume ses expériences précédentes. En même temps, il poursuit ses travaux sur le thème de Sols et terrains. C'est à partir de 1955 qu'il va traiter ce thème en continu, dès son installation à Vence, avec l'ensemble sur les sols sauvages, la série des personnages monolithes et celle des tableaux d'assemblages qui seront exposés à la galerie Rive Droite en mai 1957.

« J'ai toujours bien aimé, c'est une espèce de vice, ne mettre en œuvre de matériaux que des plus communs, ceux auxquels on ne songe pas d'abord, parce qu'ils sont trop vulgaires et proches de nous et nous paraissent impropres à quoi que ce soit »

— Jean Dubuffet
Il n'est pas toujours facile, lors des expositions et des présentations d'œuvres, de trouver dans quelle série des Empreintes il faut classer chaque œuvre. La chronologie de l'artiste elle-même les fait parfois s'entremêler. Ainsi, selon le texte qu'il publie en 1961, les  Paysages mentaux commencent avec  Terres radieuses de décembre 1951 à octobre 1952 ; suivent les Personnages peu corporels et lieux momentanés, à partir d'octobre 1952 et mois suivants, puis les Pâte battues, mars 1953 et mois suivants, dont « participent Lieux momentanés. On y trouvera même aussi quelquefois, bien que se raréfiant des tableaux faits en pâtes épaisses qui seraient à ranger dans les Sols et terrains. » Toujours selon Dubuffet, la série des Pâtes battues se transforme en juin-juillet 1953 en Transformations des pâtes battues et en Petites peintures aux ailes de papillons en juin juillet 1953, puis en Assemblages et en Lithographies 1953  de novembre à décembre 1953. L'Assemblage d'empreintes commencera tout de suite après.
- Paysage du mental avec concrétions se chevauchant, août 1951, huile sur isorel, 73 × 60 cm, collection Guy de Broglie en 1961[19], localisation 2014 inconnue
- Tertre pierreux et crevassé , avril 1951, huile sur isorel, 30 × 61 cm, collection Paolo Marinotti, Milan[note 1] en 1961[19], localisation 2014 inconnue
- Pierre philosophique (d'apaisement) , avril 1951, huile sur isorel, 60 × 73 cm, localisation 2014 inconnue[19]
- Paysage du mental avec concrétions se chevauchant, août 1951, huile sur isorel, 73 × 60 cm, collection Guy de Broglie en 1961[19], localisation 2014 inconnue
- Paysage de l'informe, janvier 1952, huile et matières diverses sur isorel, 89 × 116 cm[20].
- Paysage du mouvant, février 1952, huile sur isorel, 91 × 122 cm[21].
- Paysage vierge, février 1952, huile préparation plâtreuse et sur contreplaqué, 81 × 92 cm[21]
- Paysage ardent, février 1952, huile isorel, 114 × 151 cm[21]
- Paysage blond, mai-juillet 1952, huile sur isorel, 114 × 146 cm, musée des beaux-arts de Lyon, achat 1956[22]
- Le Voyageur sans boussole, 1952, huile sur isorel, 118 × 155 cm, musée national d’art moderne (MNAM), Centre Pompidou[14]
- Paysage aux végétations, mai-août 1952, huile sur isorel, 78 × 105 cm, collection du baron Elie de Rothschild en 1961[23] Le tableau a peut-être changé de localisation en 2014.
- Pierre de vie, 1952, huile sur isorel, 77 × 105 cm, Kunsthaus de Zurich[24]
- Paysage avec prise en gelée du ciel, juin 1952, dessins à l'encre de Chine, plume et calame qui fait partie de la série Terres radieuses, 50 × 65,5 cm, localisation inconnue[25]
- Paysage hollandais, juin 1952, huile sur toile, 81 × 100 cm, collection Paolo Marinotti en 1961[23]
- Le Géomancien, 1952, huile sur isorel, 50 × 65,5 cm, Galerie Beyeler Bâle[26]
- Paysage à l'ours ( les Mondes secrets), juin 1952, huile sur isorel, 91 × 122 cm, collection Paolo Marinotti en 1961[23]
- Le Géologue à la loupe I, janvier 1952, dessin, encre de Chine sur papier qui sera choisi pour l'affiche de l'exposition de 1952 à la galerie Pierre Matisse de New York, 31,5 × 24,5 cm, collection particulière[23]

### Série des Terres radieuses
Selon la propre description de l'artiste dans son mémoire, la série des Terres radieuses« met en œuvre des peintures plastiques employées en épaisses pâtes (mastic plutôt que peinture). » Il les englobe dans l'appellation Sols et terrains ce qui rend l'identification relativement imprécise. Seuls les titres des œuvres permettent le classement lorsque l'artiste ajoute Terre radieuse à la suite de l'intitulé. Elle comporte aussi une série de dessins à l'encre de Chine dont Dubuffet dit :

« Ces dessins répondent à une tentation de produire par l'austère moyen de graphismes à l'encre des effets de même nature que ceux des tableaux précédents […] Il me plaît que ces paysages de meurent à mi-chemin de prendre existence […] j'ai aimé qu'ils soient des dessins intérieurs aux objets, c'est-à-dire au lieu de circonscrire les formes, ils animent le dedans des choses. »

- Paysage du magique (grand paysage), novembre 1951, huile sur masonite, 92 × 122 cm localisation inconnue[28].
- Paysage aux deux personnages, juin 1952, dessin à l'encre de Chine, plume ou calame, 50 × 65 cm, Galerie Pierre matisse, collection particulière[29]
- Paysage peuplé de figures avec nuages lourdement fleuris de taches, juin 1952, dessin à l'encre de Chine, 50 × 65 cm[30].
- Paysage au chien mort, juin 1952, dessin à l'encre de Chine, 50 × 85 cm, The Pace Gallery New York[31],[note 3].
- Radieux météore, septembre 1952, dessin à l'encre de Chine sur papier signé en haut à gauche, 50 × 65 cm[32], localisation inconnue[33],[34]
- Exaltation du ciel août 1952, huile sur isorel, 50 × 65 cm,localisation inconnue[35]
- Le Violoniste au chien, juillet octobre 1952, dessin à l'encre de Chine sur papier, 46 × 65 cm,localisation inconnue[36]
- Cristallisation du rêve août-septembre 1952, dessin encre de Chine sur papier, 46 × 65 cm[37]
- Célébration de la terre août-septembre 1952, dessin encre de Chine sur papier, 50 × 65 cm, ancienne collection Jacques Ulmann[37].
- Terres éclatantes août-septembre 1952, dessin encre de Chine sur papier, 50 × 65 cm[37].

### Personnages peu corporels et lieux momentanés
- Octobre 1952 et mois suivants[16]

Dans la continuité des Terres radieuses, Jean Dubuffet « était empli de l'idée de trouver des modes d'expression excluant tout recours aux épaisseurs et aux reliefs […] où intervinrent presque toujours des tons noyés à la térébenthine, jetés sur des matières huileuses fraîches, d'où résultait tout un jeu de taches, de méandres, de fractionnement des nappes en dessins subtils […]. » Les Personnages peu corporels et lieux momentanés sont très proches des expériences précédentes, et de celles qui vont suivre.
- Tête d'Arabe enturbannée, huile sur toile, 73 × 60 cm[39].
- Paysage aux cicatrices, novembre 1952, huile sur toile, 60 × 73 cm[40],[41]
- Paysage à l'étoile, novembre 1952, huile sur toile, 60 × 73 cm[42],[43]

### Pâtes battues
- Mars 1953 et mois suivants[38]

### Le torrent, les papillons
- Août 1953 et mois suivants[44]

### Lithographies
- Novembre et décembre 1953[18]

### Assemblages d'empreintes , nouvelles hautes pâtes, peintures, petites statues
- Décembre 1953 et mois suivants[45]

### Peintures laquées
- Juillet-septembre 1954[46]

### Vaches paysages, chiens feuillages et premières peintures faites à Vence
- Été 1954 et mois suivants, avril-mai 1955[47]

La Vache au nez subtil, 1954, huile sur toile, émail 89 × 116 cm

### Assemblage d'empreinte suite
- Février 1955 et mois suivants[49]

### Petits travaux d'ailes de papillons suite
- Juin-septembre 1955[50]

### Personnages monolithes
- Juillet-octobre 1955[51]

### Assemblages d'empreintes (suite) tableaux d'assemblages, routes et chaussées
- Juillet 1955-décembre 1956
  - Dubuffet : XVe période de mes travaux[52]

Sol du chemin très usagé, le jardin de pierres à Vence, mars 1956, huile sur toile, série Routes et chaussées, 89 × 116 cm, localisation inconnue

### Tableaux d'assemblages d'empreintes et assemblages d'empreintes suite
- Mars 1956-mars 1957
  - Dubuffet : XVIe période de mes travaux[52]

### Lieux cursifs
- 24 tableaux peints d'avril à septembre 1957
  - Dubuffet : XVIIe période de mes travaux[53]

### Topographies, texturologies
- Septembre 1957 à la fin de l'année 1958
  - Dubuffet : XVIIIe période de mes travaux[53]

### Phénomène (suite)
- Année 1958[54]

### Figures augures et suite de texturologies
- Janvier à juillet 1958
  - Dubuffet : XIXe période de mes travaux[5]

### Dessins au petit point, suite de figures et texturologies
- Août 1958 à mars 1959
  - Dubuffet : XXe période de mes travaux[5]

### Empreintes, barbes, éléments botaniques petites statues (suite), matériologie, lithographies série des «Phénomènes»
- Mars 1959 à avril 1960
  - Dubuffet : XXIe période de mes travaux[55]

### Matériologies (suite), petites statues (suite)
- Janvier-Avril 1960
  - Dubuffet : suite de la XXIe période de mes travaux[55]